# Oman (geslacht)
Oman is een monotypisch geslacht van straalvinnige vissen uit de familie van de naakte slijmvissen (Blenniidae).

## Soort
- Oman ypsilon Springer, 1985